# Autoportret przy sztalugach
Autoportret przy sztalugach (Autoportret przy sztaludze) – obraz olejny malarza Henryka Rodakowskiego. Dzieło jest przechowywane w Muzeum Narodowym w Krakowie.

## Opis
Autoportret ten jest jednym z trzech portretów własnych artysty. Przedstawia malarza przy pracy na tle pogrążonego w półmroku atelier. Obraz utrzymany jest w spokojnej tonacji, którą ożywiają srebrzyste akcenty, barwy są subtelne. Postać malarza na obrazie jest rozjaśniona, podobnie jak krawędzie obrazu, efekt ten jest wywołany przez boczne światło, które jednocześnie tworzy miękkie kontury przedmiotów. Krytycy w sposobie traktowania światła  w tym dziele, widzieli nawiązania do XVII-wiecznego malarstwa holenderskiego.